# Kupfer/Kupfersulfat-Elektrode

Kupfer/Kupfersulfat-Elektrode schematisch

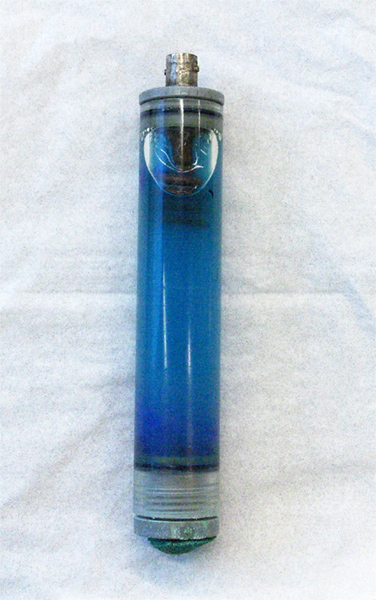
Kupfer/Kupfersulfat-Elektrode

Eine Kupfer/Kupfersulfat-Elektrode besteht aus metallischem Kupfer, das in eine Kupfersulfatlösung taucht und das eine Kontaktmöglichkeit hat, so dass man die Elektrode mit einem äußeren Stromkreis verbinden kann.
Zwei Typen von Kupfer/Kupfersulfat-Elektroden sind für Anwendungen bedeutsam:
- Die Kupfer/Kupfersulfat-Bezugselektrode wird – wie alle Bezugselektroden – zur Messung des elektrischen Potentials bzw. des Elektrodenpotentials genutzt. Sie wird insbesondere im Korrosionsschutz verwendet und ist von vielen Herstellern und Lieferanten kommerziell erhältlich.[1] Diese Kupfer/Kupfersulfat-Elektrode wird mit der Abkürzung CSE bezeichnet (von engl. copper/copper sulfate electrode). Das Potential der CSE gemessen gegen die Standardwasserstoffelektrode beträgt 317 mV bei 25 °C.[2]
- Die Elektroden bei der elektrolytischen Kupferraffination. Die dabei verwendete Lösung enthält aber nur 3–4 % Kupfersulfat und 10–16 % Schwefelsäure.

Früher gab es noch weitere Anwendungen von Kupfer/Kupfersulfat-Elektroden, die heute vor allem historische oder didaktische Bedeutung haben:
- Verwendung in Konzentrationselementen zur Demonstration der Nernstschen Gleichung
- in galvanischen Elementen, wie dem Daniell-Element (+: Kupfer/Kupfersulfat, −: Zink/Zinksulfat) und seine Weiterentwicklungen, z. B. das Gravity-Daniell-Element
- im Kupfercoulometer zur Ladungsmessung im Gleichstromkreis.

## Elektrodenpotential

### Allgemeiner Fall
Wird ein Kupferdraht in eine Lösung eingetaucht, so gehen Metallionen Cu2+ in Lösung und es stellt sich ein Elektrodenpotential ein. Die sogenannte Durchtrittsreaktion
{\displaystyle \mathrm {Cu_{(s)}\rightleftharpoons Cu^{2+}+2e^{-}} }
ist für die Elektrode die potentialbestimmende Reaktion.
Nach der Nernst-Gleichung folgt für das Elektrodenpotential
{\displaystyle E=E_{\mathrm {Cu/Cu^{2+}} }^{o}+{{RT} \over {2F}}\ln a_{\mathrm {Cu^{2+}} }}
Das Potential der Elektrode hängt also nur von der Aktivität, bzw. Konzentration, der Kupferionen ab. Die Kupfer/Kupfersulfat-Elektrode gilt daher als eine Referenzelektrode erster Art.

### Gesättigte Lösung – Potential der Cu/CuSO4-Bezugselektrode
Verwendet man als Lösung eine gesättigte Kupfersulfatlösung, so ist die Konzentration der Kupferionen über das Löslichkeitsprodukt bei einer bestimmten Temperatur gegeben:
{\displaystyle K=a_{\mathrm {Cu^{2+}} }\cdot a_{\mathrm {SO_{4}^{-}} }=const.}
Mit einer konstanten Konzentration an Kupferionen wird somit ein konstantes Elektrodenpotential erreicht (Referenzelektrode). Für die praktische Anwendung als Bezugselektrode wird daher in der Regel eine gesättigte Kupfersulfatlösung verwendet. Dies hat in erster Linie den Vorteil, dass die Funktionstüchtigkeit der Elektrode visuell überprüft werden kann: Solange blaue Kupfersulfatkristalle in der Lösung vorhanden sind, ist diese gesättigt und damit das Potential konstant (bei einer bestimmten Temperatur).
Das Potentiale der Cu/CuSO4-Bezugselektrode CSE gemessen gegen die Normalwasserstoffelektrode sind 316 mV bei 15 °C, 317 mV bei 25 °C und 319 mV bei 35 °C.
Näherungsweise kann die Temperaturabhängigkeit des Potentials ECSE wiedergegeben werden durch
{\displaystyle E_{\mathrm {CSE} }\mathrm {/mV} =313,4+0,17\cdot t\mathrm {/^{\circ }C} .}
Die Potentialmessung der CSE sollte mit möglichst kleinen Mesströmen erfolgen (10 µA bei kurzzeitigen Messungen, 0,1 µA für Dauermessungen), möglichst mit einem Messgerät mit einer Impedanz von 20 MOhm.

### Wartung und Aufbau der Bezugselektrode und Sonderversionen
Befüllt wird die Elektrode mit hochreinem Kupfersulfat und destilliertem Wasser.
Für Potentialmessungen an Bauwerken oder Rohrleitungen werden im Allgemeinen Kupfer/Kupfersulfatelektroden mit großflächigen Diaphragmen (Durchmesser ca. 10 cm) benutzt, um den Übergangswiderstand möglichst gering zu halten.
Es wurden auch Versionen der Elektrode hergestellt, die bei erhöhtem Druck bis zu einer Temperatur von 150 °C verwendbar sind.

## Anwendungen der Bezugselektrode
- Im Bauwesen werden Kupfer/Kupfersulfat-Elektroden im Rahmen der Potentialfeldmessung für die Zustandserfassung von Stahlbetonbauwerken eingesetzt. Im Vergleich zu anderen Referenzelektroden sind die Kupfer/Kupfersulfat-Elektroden einfach herzustellen und außerdem sehr robust, weshalb sie sich für den Einsatz auf der Baustelle, bzw. am Objekt, gut eignen.
- Wartungs- und Intensivmessungen an KKS-geschützten Rohrleitungen sowie Tankanlagen
- Beeinflussungsmessungen an erdverlegten Installationen und Bauwerken zur Bewertung einer Korrosionsgefährdung, z. B. durch den Fahrbetrieb von Gleichstrombahnen. Die Kupfer/Kupfersulfat-Elektrode ist die gebräuchlichste Bezugselektrode für die Messung des Objekt/Boden-Potentials.[8]

## Historisches
1939 wurde die Kupfer/Kupfersulfat-Bezugselektrode im Zusammenhang mit der Korrosion von Gasleitungen für die Messung von Potentialen im Erdreich vorgeschlagen. Die Elektrode war speziell für Untersuchungen im Feld entwickelt und fand danach mehr und mehr Verwendung.